# La Neuville-lès-Dorengt
La Neuville-lès-Dorengt és un municipi francès situat al departament de l'Aisne i a la regió dels Alts de França. L'any 2007 tenia 376 habitants.

## Demografia

### Població
El 2007 la població de fet de La Neuville-lès-Dorengt era de 376 persones. Hi havia 144 famílies de les quals 32 eren unipersonals (8 homes vivint sols i 24 dones vivint soles), 44 parelles sense fills, 48 parelles amb fills i 20 famílies monoparentals amb fills.
La població ha evolucionat segons el següent gràfic:
Habitants censats

### Habitatges
El 2007 hi havia 152 habitatges, 141 eren l'habitatge principal de la família, 6 eren segones residències i 5 estaven desocupats. 151 eren cases i 1 era un apartament. Dels 141 habitatges principals, 112 estaven ocupats pels seus propietaris i 29 estaven llogats i ocupats pels llogaters; 7 tenien dues cambres, 18 en tenien tres, 43 en tenien quatre i 73 en tenien cinc o més. 98 habitatges disposaven pel capbaix d'una plaça de pàrquing. A 71 habitatges hi havia un automòbil i a 51 n'hi havia dos o més.

### Piràmide de població
La piràmide de població per edats i sexe el 2009 era:
| Homes | Edats   | Dones |
| ----- | ------- | ----- |
| 0     | 95 o +  | 0     |
| 0     | 90 a 94 | 4     |
| 0     | 85 a 89 | 0     |
| 4     | 80 a 84 | 0     |
| 8     | 75 a 79 | 8     |
| 8     | 70 a 74 | 8     |
| 4     | 65 a 69 | 12    |
| 12    | 60 a 64 | 4     |
| 12    | 55 a 59 | 16    |
| 12    | 50 a 54 | 4     |
| 12    | 45 a 49 | 20    |
| 4     | 40 a 44 | 4     |
| 20    | 35 a 39 | 8     |
| 20    | 30 a 34 | 24    |
| 4     | 25 a 29 | 4     |
| 8     | 20 a 24 | 4     |
| 4     | 15 a 19 | 12    |
| 20    | 10 a 14 | 12    |
| 28    | 5 a 9   | 12    |
| 12    | 0 a 4   | 4     |

## Economia
El 2007 la població en edat de treballar era de 235 persones, 154 eren actives i 81 eren inactives. De les 154 persones actives 119 estaven ocupades (76 homes i 43 dones) i 35 estaven aturades (11 homes i 24 dones). De les 81 persones inactives 29 estaven jubilades, 17 estaven estudiant i 35 estaven classificades com a «altres inactius».

### Ingressos
El 2009 a La Neuville-lès-Dorengt hi havia 146 unitats fiscals que integraven 395 persones, la mediana anual d'ingressos fiscals per persona era de 14.901 €.

### Activitats econòmiques
Dels 8 establiments que hi havia el 2007, 1 era d'una empresa de fabricació d'altres productes industrials, 1 d'una empresa de construcció, 2 d'empreses de comerç i reparació d'automòbils, 2 d'empreses d'hostatgeria i restauració, 1 d'una entitat de l'administració pública i 1 d'una empresa classificada com a «altres activitats de serveis».
Dels 2 establiments de servei als particulars que hi havia el 2009, 1 era una empresa de construcció i 1 restaurant.
L'únic establiment comercial que hi havia el 2009 era un supermercat.
L'any 2000 a La Neuville-lès-Dorengt hi havia 19 explotacions agrícoles que ocupaven un total de 636 hectàrees.

## Poblacions més properes
El següent diagrama mostra les poblacions més properes.